# Liste biblischer Personen/X–Z
Diese Liste biblischer Personen führt Eigennamen von Personen auf, die in der Bibel vorkommen. Sie ist nach dem Alphabet auf mehrere Seiten aufgeteilt. Angegeben sind jene Bibelstellen, in denen die Person zuerst genannt wird. Namen von Orten, Bergen, Flüssen, Seen, Meeren, Inseln, Heiligtümern, Ländern, Völkern finden sich in der Liste geographischer und ethnographischer Bezeichnungen in der Bibel. 

## X
| Name (dt.) | Name (Urtext)      | Bedeutung des Namens                      | Bibelstelle | Person                           |
| ---------- | ------------------ | ----------------------------------------- | ----------- | -------------------------------- |
| Xerxes     | אֲחַשְׁוֵרוֹשׁ ʾᵃḥašwērōš | „Mann“, „Held“, „Prinz“, „oberster König“ | Esr 4,6     | König der Perser, auch Ahasveros |

## Z
| Name (dt.)      | Name (Urtext)                        | Bedeutung des Namens | Bibelstelle       | Person                                                                                             |
| --------------- | ------------------------------------ | --- | ----------------- | -------------------------------------------------------------------------------------------------- |
| Zacharias       | Ζαχαρίας Zacharías                   | „JHWH hat sich erinnert“ | Mt 23,35          | Sacharja, Sohn Berechjas, auch Secharja und Sacharja                                               |
| Zacharias       | Ζαχαρίας Zacharías                   | „JHWH hat sich erinnert“ | Lk 1,5 u. ö.      | Zacharias, Vater Johannes des Täufers                                                              |
| Zachäus         | Ζακχαῖος Zakchaîos                   | „er steht rein da“ oder „hell sein“, „schuldlos sein“ | Lk 19,2 u. ö.     | Zöllner aus Jericho                                                                                |
| Zadok           | צָדוֹק ṣādôq und צָדֹק ṣādōq             | „[Gott] ist gerecht“, „[Gott] hat sich als gerecht erwiesen“                                                                                               | 2 Sam 8,17 u. ö.  | Zadok, Hohepriester unter David und Salomo                                                         |
| Zadok           | צָדוֹק ṣādôq und צָדֹק ṣādōq             | „[Gott] ist gerecht“, „[Gott] hat sich als gerecht erwiesen“                                                                                               | 2 Kön 15,33 u. ö. | Großvater mütterlicherseits des Königs Jotam                                                       |
| Zadok           | צָדוֹק ṣādôq und צָדֹק ṣādōq             | „[Gott] ist gerecht“, „[Gott] hat sich als gerecht erwiesen“                                                                                               | 1 Chr 9,11        | Vorfahr eines Priesters zur Zeit Nehemias                                                          |
| Zadok           | צָדוֹק ṣādôq und צָדֹק ṣādōq             | „[Gott] ist gerecht“, „[Gott] hat sich als gerecht erwiesen“                                                                                               | Neh 3,4.29        | am Mauerbau Beteiligter                                                                            |
| Zadok           | צָדוֹק ṣādôq und צָדֹק ṣādōq             | „[Gott] ist gerecht“, „[Gott] hat sich als gerecht erwiesen“                                                                                               | Neh 10,22         | Volksoberhaupt                                                                                     |
| Zadok           | צָדוֹק ṣādôq und צָדֹק ṣādōq             | „[Gott] ist gerecht“, „[Gott] hat sich als gerecht erwiesen“                                                                                               | Neh 13,13         | Schreiber zur Zeit Nehemias                                                                        |
| Zafenat-Paneach | צָפְנָת פַּעְנֵחַ ṣāp̄ənāt paʿnēaḥ            | „Gott/die [Göttin] Ip.t-Neith spricht: Er lebe!“, „Gott/die [Göttin] Ip.t-Neith spricht: Er lebt!“, „Gott/die [Göttin] Ip.t-Neith spricht: Er wird leben!“ | Gen 41,45         | Ehrenname des Pharao für Josef                                                                     |
| Zalaf           | צָלָף ṣālāp̄                            | „echter Kapernstrauch“ | Neh 3,30          | Vater eines Mauerbauers                                                                            |
| Zalmon          | צַלְמוֹן ṣalmōn                         | unsicher, vllt. „der kleine Dunkle“ oder „Bildchen“ | 2 Sam 23,28       | Held Davids                                                                                        |
| Zalmunna        | צַלְמֻנָּע ṣalmunnāʿ                      | „Ṣalm ist es, der abwehrt“, „Ṣalm ist es, der abgewehrt hat“                                                                                               | Ri 8,5 u. ö.      | Midianitischer König                                                                               |
| Zebedäus        | Ζεβεδαῖος Zebedaîos                  | „geschenkt hat [JHWH]“ | Mt 4,21 u. ö.     | Fischer, Vater von Jakobus und Johannes, zweier Jünger Jesu                                        |
| Zefanja         | צְפַנְיָהוּ ṣəp̄anjāhū und צְפַנְיָה ṣəp̄anjâ   | „JHWH hat schützend geborgen“ | 2 Kön 25,18 u. ö. | Priester zur Zeit Zedekias                                                                         |
| Zefanja         | צְפַנְיָה ṣəp̄anjâ                        | „JHWH hat schützend geborgen“ | 1 Chr 6,21 u. ö.  | Vorfahr eines levitischen Tempelsängers                                                            |
| Zefanja         | צְפַנְיָה ṣəp̄anjâ                        | „JHWH hat schützend geborgen“ | Zef 1,1           | Zefanja, Schriftprophet                                                                            |
| Zefanja         | צְפַנְיָה ṣəp̄anjâ                        | „JHWH hat schützend geborgen“ | Sach 6,10.14      | Vater Joschijas, in dessen Haus Sacharia das Gold und Silber für die Krone Jeschuas empfangen soll |
| Zefo            | צְפוֹ ṣəp̄ô und צְפִי ṣəp̄î                | unsicher, vllt. „Schauung [der Gottheit]“ oder „rein“, „lauter“                                                                                            | Gen 36,11 u. ö.   | Sohn des Elifas, Enkel Esaus                                                                       |
| Zelek           | צֶלֶק ṣælæq                            | unsicher, vllt „Spalte“, „Narbe“ oder „Schreihals“ | 2 Sam 23,37 u. ö. | Ammoniter, einer der dreißig Helden Davids                                                         |
| Zelofhad        | צְלָפְחָד ṣəlåp̄ḥād                       | unbekannt, vllt. „Schatten des Paḥad“, „Schutz des Paḥad“                                                                                                  | Num 26,33 u. ö.   | Mann aus dem Stamm Manasse, Vater von fünf Töchtern                                                |
| Zenas           | Ζηνᾶς Zēnâs                          | „Geschenk des Zeus“ | Tit 3,13          | Rechtsgelehrter                                                                                    |
| Zeret           | צֶרֶת ṣæræt                            | unbekannt | 1 Chr 4,7         | Judäer                                                                                             |
| Zeri            | צְרִי ṣərî                             | „Mastixharz[balsam]“ | 1 Chr 25,3.11     | levitischer Tempelsänger                                                                           |
| Zeror           | צְרוֹר ṣərôr                           | „Kiesel[stein]“ | 1 Sam 9,1         | Sohn Bechorats, Vater Abiëls, Großvater Kischs, Urgroßvater Sauls                                  |
| Zerua           | צְרוּעָה ṣərūʿâ                         | unsicher, vllt. „die mit einer Hautkrankheit Behaftete“ | 1 Kön 11,26       | Mutter Jerobeam I.                                                                                 |
| Zeruja          | צְרוּיָה ṣərūjâ und צְרֻיָה ṣərujâ         | „die nach Mastixharz[balsam] Duftende“ | 1 Sam 26,6 u. ö.  | Schwester König Davids, Mutter von Joab, Abischai und Asaël                                        |
| Ziba            | צִיבָא ṣîḇāʾצִבָא ṣiḇāʾ                  | unsicher, vllt. „Zweig“ oder „Wunsch“ | 2 Sam 9,2 u. ö.   | Knecht aus dem Hause Sauls                                                                         |
| Zibja           | צִבְיָא ṣiḇāʾ                           | „Gazelle“ oder „Wunsch“ | 1 Chr 8,9         | Benjaminit                                                                                         |
| Zibja           | צִבְיָה ṣiḇjâ                           | „Gazellenweibchen“ | 2 Kön 12,2 u. ö.  | Mutter des Joasch, des Königs von Juda                                                             |
| Zibon           | צִבְעוֹן ṣiḇʿōn                         | „Hyänenort“ | Gen 36,2 u. ö.    | Horiter, Großvater Oholibamas, der zweiten Frau Esaus                                              |
| Zidkija         | צִדְקִיָּה ṣidqijjâ                       | „[meine] Gerechtigkeit ist JHWH“ oder „JHWH ist gerecht“                                                                                                   | 1 Chr 3,16        | Sohn Jojakims von Juda                                                                             |
| Zidkija         | צִדְקִיָּה ṣidqijjâ                       | „[meine] Gerechtigkeit ist JHWH“ oder „JHWH ist gerecht“                                                                                                   | Neh 10,2          | Priester zur Zeit Nehemias                                                                         |
| Zidkija         | צִדְקִיָּהוּ ṣidqijjāhū und צִדְקִיָּה ṣidqijjâ | „[meine] Gerechtigkeit ist JHWH“ oder „JHWH ist gerecht“                                                                                                   | 1 Kön 22,11       | falscher Prophet im Nordreich Israel                                                               |
| Zidkija         | צִדְקִיָּהוּ ṣidqijjāhū und צִדְקִיָּה ṣidqijjâ | „[meine] Gerechtigkeit ist JHWH“ oder „JHWH ist gerecht“                                                                                                   | 2 Kön 24,17 u. ö. | Zedekia, letzter König von Juda                                                                    |
| Zidkija         | צִדְקִיָּהוּ ṣidqijjāhū                    | „[meine] Gerechtigkeit ist JHWH“ oder „JHWH ist gerecht“                                                                                                   | Jer 29,21f        | Heilsprophet zur Zeit Jeremias                                                                     |
| Zidkija         | צִדְקִיָּהוּ ṣidqijjāhū                    | „[meine] Gerechtigkeit ist JHWH“ oder „JHWH ist gerecht“                                                                                                   | Jer 36,12         | hoher Beamter am Hof Jojakims                                                                      |
| Zifjon          | צִפְיוֹן ṣip̄jōnצְפוֹן ṣəp̄ōn               | unsicher, vllt. „spähen“, „anblicken“ oder „Schauung [der Gottheit]“ oder „rein“, „lauter“                                                                 | Gen 46,16 u. ö.   | erstgeborener Sohn Gads                                                                            |
| Ziha            | צִיחָא ṣîḥāʾ und צִחָא ṣiḥāʾ             | „das Gesicht spricht“, „Horus spricht“ | Esr 2,43 u. ö.    | Tempelsklave                                                                                       |
| Zilla           | צִלָּה ṣillâ                            | „[im] Schatten [der Gottheit]“, „[im] Schutz [der Gottheit]“                                                                                               | Gen 4,19 u. ö.    | Frau von Lamech                                                                                    |
| Zilletai        | צִלְּתַי ṣillətaj                        | „[der/im] Schatten [der Gottheit]“, „[der/im] Schutz [der Gottheit]“                                                                                       | 1 Chr 8,20        | Benjaminiter, Sohn des Schimi                                                                      |
| Zilletai        | צִלְּתַי ṣillətaj                        | „[der/im] Schatten [der Gottheit]“, „[der/im] Schutz [der Gottheit]“                                                                                       | 1 Chr 12,21       | Oberster einer Tausendschaft aus dem Stamm Manasse                                                 |
| Zippor          | צִפּוֹר ṣippôr und צִפֹּר ṣippōr           | „Vogel“ | Num 22,2 u. ö.    | Vater des Balak, des Königs der Moabiter                                                           |
| Zippora         | צִפֹּרָה ṣippōrâ                         | „Vögelchen“ | Ex 2,21 u. ö.     | Tochter Jitros, des Priesters von Midian und Frau des Mose                                         |
| Zobeba          | צֹבֵבָה ṣōḇēḇâ                          | unsicher, vllt. „große Echse“ | 1 Chr 4,8         | Judäer                                                                                             |
| Zofach          | צוֹפַח ṣôp̄aḥ                           | „[bauchiger] Krug“ | 1 Chr 7,35f       | Sohn Hotams aus dem Stamm Ascher                                                                   |
| Zofar           | צוֹפַר ṣôp̄arצֹפַר ṣōp̄ar                  | unklar und umstritten, vllt. „pfeifen“, „zwitschern“ oder „gelb sein“ oder „Vögelchen“                                                                     | Hi 2,11           | Freund des Ijob                                                                                    |
| Zohar           | צֹחַר ṣōḥar                            | „weißrötlich sein“, „gelblich sein“ | Gen 23,8 u. ö.    | Hetiter, Vater Efrons, von dem Abraham die Höhle Machpela bei Mamre erwirbt                        |
| Zohar           | צֹחַר ṣōḥar                            | „weißrötlich sein“, „gelblich sein“ | Gen 46,10 u. ö.   | Sohn Simeons                                                                                       |
| Zohar           | צֹחַר ṣōḥar                            | „weißrötlich sein“, „gelblich sein“ | 1 Chr 4,7         | Mann aus dem Stamm Juda, Sohn des Aschhur und der Hela                                             |
| Zuar            | צוּעָר ṣūʿār                           | „Kleiner“, „Jüngster“ | Num 1,8 u. ö.     | Vater des Befehlshabers Netanel, aus dem Stamm Issachar                                            |
| Zuf             | צוּף ṣūp̄, צִיף ṣîp̄ und צוֹפַי ṣôp̄aj      | „Honig“, „Süßer“ | 1 Sam 1,1 u. ö.   | Vater Tohus, Efraimiter                                                                            |
| Zur             | צוּר ṣūr                              | „[Gott ist] Fels“ | Num 25,15         | Midianiter, Vater der Kosbi                                                                        |
| Zur             | צוּר ṣūr                              | „[Gott ist] Fels“ | Num 31,8 u. ö.    | König von Midian                                                                                   |
| Zur             | צוּר ṣūr                              | „[Gott ist] Fels“ | 1 Chr 8,30 u. ö.  | Benjaminiter, dritter Sohn des Jëiël und der Maacha                                                |
| Zuriël          | צוּרִיאֵל ṣūrîʾēl                       | „[mein] Fels ist Gott“ oder „[mein] Gott ist Zur“ | Num 3,35          | Familienoberhaupt der Merariter, Sohn Abihajils                                                    |
| Zurischaddai    | צוּרִישַׁדַּי ṣūrîšaddaj                   | „[mein] Fels ist Schaddaj“ | Num 1,6 u. ö.     | Simeoniter, Vater des Befehlshabers Schelumiël                                                     |